# Petrovský potok
Petrovský potok – potok na Słowacji, prawy dopływ rzeki Zázrivka. Ma źródła na wysokości około 750 m, po wschodniej stronie przełęczy Rovná hora. Spływa we wschodnim kierunku przez należące do miejscowości Zázrivá osiedla Koliba i Petrová. W centrum miejscowości Zázrivá na wysokości około 580 m uchodzi do Zázrivki.
Petrovský potok ma znaczenie topograficzne; oddziela Małą Fatrę Krywańską (po zachodniej stronie) od Gór Kisuckich (po wschodniej stronie). Wzdłuż potoku prowadzi szosa Párnica – Zázrivá – przełęcz Rovná hora – Terchová – Żylina. Największym dopływem jest Žiakov potok spływający z Fatry Krywańskiej.